# 亞歷山德拉·庫夫希諾娃
亞歷山德拉·库夫希諾娃（羅馬化：Oleksandra Kuvshynova），乌克兰记者、摄影师和志愿者。

## 生平
庫夫希諾娃1997年至1998年間出生於基輔。畢業於基輔大學和哈佛大學，曾擔任烏克蘭衛生部發言人，美國電視頻道福克斯新聞的烏克蘭顧問。
3月5日至11日，正值俄羅斯入侵烏克蘭兩個星期，她發布了基輔附近多個定居點的疏散照片。
2022年3月15日，她與美國記者同事皮埃爾·扎克熱夫斯基在基輔州布查區霍倫卡村附近遭到俄羅斯軍隊砲擊身亡。布查區檢察官辦公室表示會以違反戰爭法和戰爭慣例以及故意謀殺的方向進行調查（烏克蘭刑法第438條第2部分）。